# Das wandelnde Schloss (Anime)
Das wandelnde Schloss (japanisch ハウルの動く城, Hauru no Ugoku Shiro, deutsch „Hauros wandelndes Schloss“) ist ein Anime-Film des Studio Ghibli aus dem Jahr 2004, der auf dem Kinderbuch Sophie im Schloss des Zauberers (Originaltitel Howl’s Moving Castle) der englischen Schriftstellerin Diana Wynne Jones basiert. Regie beim Film führte Hayao Miyazaki. Es werden die Erlebnisse einer Jugendlichen erzählt, die in eine alte Frau verwandelt wird und einen Zauberer kennenlernt. Während der Film auch als Anti-Kriegsfilm gesehen werden kann, findet im Buch kein Krieg statt. Unabhängig vom Buch zeigt der Film beständig Kriegshandlungen und die Gefahren und das Elend, die einen Krieg begleiten.

## Handlung
Die junge Hutmacherin Sophie wird eines Tages von einem jungen Mann vor zwei aufdringlichen Soldaten gerettet. Da die Hexe aus dem Niemandsland schon seit längerem Interesse an dem Retter hegt, belegt diese Sophie aus Eifersucht mit einem Fluch, der Sophie in eine 90 Jahre alte Frau verwandelt. Sophie flüchtet aus der Stadt und macht sich auf den Weg zum Niemandsland. Auf dem Weg hilft sie einer umgeworfenen Vogelscheuche auf, die ihr dankbar folgt. Als Sophie diese bittet, ihr ein Haus zu suchen, erscheint das wandelnde Schloss des Zauberers Hauro. Im Schloss begegnet sie als Erstes dem Feuerdämon Calcifer, mit dem sie einen Handel abschließt, dass sie von ihrem Fluch befreit wird, wenn sie das Geheimnis des Vertrags zwischen Calcifer und Hauro herausfindet und damit Calcifer, der die Energie für das Schloss liefert, befreit. Neben Hauro, den Sophie als den jungen Retter erkennt, lebt im Haus auch sein Schüler Markl. Sophie stellt sich selbst als Putzfrau der beiden ein und beginnt sogleich mit den Arbeiten.
Die Stadt wird von einem Krieg bedroht, schwer beschädigte Kriegsschiffe laufen in den Hafen ein und die Feinde werfen Flugblätter über der Stadt ab. Hauro verwandelt sich von Zeit zu Zeit in ein vogelähnliches Wesen und kämpft dann gegen Flugschiffe. Er verwandelt sich wieder in einen Menschen, wenn er zurückkommt, und bemerkt bei einem Blick in die Schlafkoje Sophies, dass diese sich jede Nacht, während sie schläft, wieder in die junge Sophie verwandelt.
Hauro erhält eine Einladung des Königs, der den Zauberer bittet, ihn mit seinen Mitteln zu unterstützen. Da Hauro einen Eid geschworen hat, als Zauberer seinem Land zu dienen und zugab, große Angst vor Madame Suliman, welche die Zauberin der königlichen Familie ist, zu haben, beschließen sie gemeinsam, dass Sophie als Mutter Hauros beim König vorsprechen soll. Sie soll Hauro als unzuverlässigen Tagedieb darstellen, damit der König von seinem Plan ablässt. Auf dem Weg zum Schloss trifft sie die Hexe aus dem Niemandsland, die ebenfalls vom König eingeladen wurde. Während der Hexe aus dem Niemandsland im Schloss durch einen Zauber alle magischen Fähigkeiten genommen werden, wird Sophie von Madame Suliman empfangen. Hauro war ihr Schüler, dem sie vorwirft, kein Herz zu haben und seine Kräfte nur für sich selbst einzusetzen. Sophie stellt sich vehement auf die Seite Hauros und verteidigt ihn. Als sich die Situation zuspitzt, erscheint Hauro und flieht mit Sophie. Sie nehmen den Hund von Madame Suliman und die Hexe mit. Hauro verlässt die Flüchtenden. Den Weg zum Schloss weist ihnen ein Ring, den Hauro Sophie gab. Wieder im Schloss beobachtet Sophie nachts die Rückkehr Hauros, der sich noch in Vogelgestalt schwer verletzt in sein Zimmer begibt. Sie folgt ihm, bietet ihm ihre Hilfe an und gesteht ihm ihre Liebe. Hauro erwidert, sie könne ihm nicht helfen, da sie sich selbst nicht helfen könne (bezogen auf den Fluch) und verschwindet.
Der Krieg greift weiter um sich, auch die Stadt wird angegriffen, viele Menschen fliehen. Madame Sulimans Suche nach Hauro ist schließlich erfolgreich. Dieser kämpft entschlossen gegen die militärischen Einheiten, um Sophie zu schützen. Sophie will den schützenden Ort verlassen, an den Hauro das Schloss transferiert hat, um Hauro zu retten. Als sie den geschwächten Calcifer – entgegen seiner und Markls Warnung – aus dem Schloss trägt, bricht dieses in sich zusammen. In einem Teil der Trümmer bittet Sophie Calcifer, das Schloss wieder wandern zu lassen, um zu Hauro zu gelangen. Calcifer setzt schließlich einen Teil des Schlosses in Bewegung. Die Hexe erkennt in dem neu entfachten Feuer das Herz Hauros und nimmt es an sich. Als Sophie das Feuer in ihren Händen mit Wasser löscht, um sie zu schützen, bricht das Schloss erneut auseinander und Sophie wird von den Anderen getrennt.
Der Ring zeigt ihr einen Weg in Hauros Kindheit. Dort sieht sie, dass Calcifer als Sternschnuppe von Hauro gefangen wurde. Sie sieht auch, wie Hauro und Calcifer ihren Handel abschließen. Calcifer erhält Hauros Herz und dieser im Gegenzug Calcifers magische Unterstützung. Ein Strudel bildet sich unter Sophie und bringt sie zurück in ihre Zeit. Während sie fällt, ruft sie Hauro und Calcifer zu, sie sollen auf sie in der Zukunft warten. Mit diesem Wissen bittet sie Hauro in seiner Vogelgestalt, zu Calcifer zu fliegen. Sophies „Attacke“ mit dem Wassereimer scheint auch an Hauro nicht spurlos vorbeigegangen zu sein, denn er ist apathisch und schwerer verwundet als je zuvor. Die Flugmonster scheinen ihm, stärker denn je, zugesetzt zu haben. Bei den anderen angekommen wird Hauro ohnmächtig. Sophie gibt Hauro sein Herz zurück, Calcifer wird befreit und fliegt davon. Dadurch fallen die Reste des Schlosses endgültig auseinander und Sophie, Hauro, Markl, die Hexe, die Vogelscheuche und der Hund rasen unkontrolliert auf einem Stück Fußboden den Hang hinunter und drohen in eine Schlucht zu fallen. Die Vogelscheuche bremst ihren Fall ab und rettet somit alle. Voller Glück gibt Sophie der treuen Vogelscheuche einen Kuss, die sich in den Königssohn des verfeindeten Nachbarlandes verwandelt und in sein Reich zurückkehren will, um den Krieg zu beenden. Hauro kommt zu sich, fühlt sich aber aufgrund seines zurückgewonnenen Herzens verändert. Sophie fällt Hauro um den Hals und er scheint ihre Gefühle zu erwidern. Madame Suliman, welche die Geschehnisse durch eine Glaskugel beobachtet, lässt erleichtert Friedensverhandlungen vorbereiten. Zu guter Letzt kehrt Calcifer wieder zurück, um mit den anderen in einem neuen, größeren und freundlicheren fliegenden Schloss zusammen zu leben. Man sieht, wie Sophie und Hauro gemeinsam auf dem neuen Schloss stehen und sich glücklich einen Kuss geben.

## Entstehung und Produktion
Das Buch, im Original Howl’s Moving Castle von Diana Wynne Jones, wurde 1986 geschrieben und hat mit Castle in the Air und House of many Ways zwei Fortsetzungen. Auf Deutsch veröffentlichte es der Carlsen Verlag 2005 unter dem Titel Sophie im Schloss des Zauberers. Das Anime-Studio Ghibli setzte das Buch unter der Regie von Hayao Miyazaki als Zeichentrickfilm um, der schließlich 2004 veröffentlicht wurde.
Die imaginären Städte Europas im Film haben ein Vorbild in der Stadt Colmar, wo Miyazaki mit seinen Zeichnern Studien für den Film betrieben hat. Im Stil nehmen sie sich das Werk Albert Robidas, eines französischen Karikaturisten aus der Kommunezeit, zum Vorbild. So weit Industrie und Kriegsmaschinen über die Lebenszeit von Robida Anfang des 20. Jahrhunderts hinausweisen, hat Miyazaki erläutert: „Der Film soll Science-Fiction sein, wie man sie sich zu Robidas Zeiten vorgestellt hat.“ Die Zerstörung von Sophies romantischer Heimatstadt durch einen Bombenangriff aus der Luft kann man als Anspielung auf das Schicksal vieler Städte in Europa im Zeitalter der Weltkriege verstehen. Die Uniformen der Soldaten gleichen zum Teil den französischen Uniformen des Jahres 1914. Auf einem Plakat, das in der Szene mit der Flucht vor den Dienern der Hexe im Hintergrund auftaucht, steht – in deutscher Sprache – die Parole „Mut und Willenskraft“.
Als er mit der Arbeit am Film begann, stand der Angriff der Amerikaner auf Bagdad bevor. Miyazaki, der sich als Pazifist versteht, hat selbst diesen Zusammenhang hergestellt und auch erläutert, dass dies ein Grund dafür sei, dass Suliman anders als im literarischen Vorbild eine Frau sei: „Wenn ich mir die amerikanische Außenpolitik ansehe, kann ich sehen, wie ein Herrscher durch eine weibliche Person beeinflusst wird. Daher hatte ich die Idee, Suliman zu einer Frau zu machen. Ich glaube nicht, dass George Bush gegen die betreffende Dame eine Chance hat.“ Gemeint ist offenbar Condoleezza Rice. Miyazaki will zwar kein politischer Künstler sein, „aber ich möchte auch kein Märchenerzähler sein, der leicht über einen Krieg reden kann, der jedoch nichts mit der modernen Welt zu tun hat. Vor der Erfindung des Maschinengewehrs derart über den Krieg zu reden wäre möglich gewesen. Heute geht das nicht mehr.“

## Unterschiede zwischen Buch und Film
Die Handlung von Buch und Film unterscheiden sich sehr, besonders was die Geschehnisse am Ende des Buches angeht.
Der Film hat den Plot des Buches stark vereinfacht, viele wichtige Figuren miteinander verschmolzen oder weggelassen und einen Krieg hinzugedichtet, den es im Buch nie gab. Ebenso wurde die Handlung in eine völlig andere Welt transportiert, da es im Buch im Land Ingary, in dem sich die Handlung abspielt, keinerlei Elektrizität oder Dampfmaschinen gibt.
Aufgrund der Übertragung ins Japanische wurden die Namen zweier Hauptfiguren stark verändert. So heißt „Ha-uro“ eigentlich Howl und „Markl“ hört auf den Namen Michael. Des Weiteren wurden Howls Herkunft und seine bisherige Geschichte völlig unterschlagen und seine Persönlichkeit stark verändert. Michael ist im Buch ein Jugendlicher und kein Kind.
Die Hexe aus dem Niemandsland und ihr Feuerdämon (ebenfalls aus dem Film entfernt) bilden im Gegensatz zum Film ernstzunehmende und sehr gefährliche Gegner. Im Buch finden mehrere Kämpfe zwischen Howl und der Hexe statt und sie bedroht mehrfach sogar kleine Kinder.
Im Gegensatz zum Film näht Sophie im Buch sehr viel und verzaubert dabei unabsichtlich z. B. einen von Howls Anzügen, da sie eine Hexe ist, was jedoch keiner wusste. Sophies Zauberkräfte spielen im Buch eine sehr wichtige Rolle, da sie mit ihnen dafür sorgt, dass der gebrochene Vertrag zwischen Howl und Calcifer nicht zu deren beider Tod führt. Im Film ist dies auch der Fall, allerdings werden Sophies Zauberkräfte mit keiner Silbe erwähnt, was zu einem „Plot Hole“ führt. (Fast ständig wird erwähnt, dass die Auflösung des Vertrages gefährlich ist und dass der Tod Calcifers auch Howls Tod bedeuten würde, doch als der Vertrag aufgelöst wird, hat das keinerlei negative Folgen für die Beteiligten.)

## Veröffentlichung
Der Kinostart des Films war in Japan der 20. November 2004. Dort spielte er bereits am Startwochenende (20./21. November 2004) 1,4 Milliarden Yen (ungefähr 10,2 Millionen Euro) ein und wurde später (hinter Chihiros Reise ins Zauberland und vor Prinzessin Mononoke, beide ebenfalls von Miyazaki) zu einem der drei kommerziell erfolgreichsten japanischen Filme. Er war neun Wochen lang auf Platz 1 der japanischen Kinocharts und anschließend zahlreiche weitere Wochen in den Top Ten.
In Deutschland und der deutschsprachigen Schweiz startete der Film als Das wandelnde Schloss am 25. August 2005, in Österreich am 26. August 2005. Eine DVD ist seit 27. Februar 2006 beim Label Universum Anime erhältlich, eine Blu-ray seit 18. Mai 2012. Die deutsche Erstausstrahlung im Free-TV erfolgte am 24. März 2008 in der ARD.
In den USA wurde der Film 2005 in insgesamt 202 Kinos gezeigt und spielte 4,7 Millionen US-Dollar ein. Er gehörte damit lange Zeit zu den in den USA erfolgreichsten japanischen Filmen.

## Synchronisation
Die Synchronisation übernahm die FFS Film- & Fernseh-Synchron GmbH in München. Dialogregie führte Frank Lenart.
| Rolle          | Japanischer Sprecher (Seiyū) | Deutscher Sprecher |
| -------------- | ---------------------------- | ------------------ |
| Hauro          | Takuya Kimura                | Robert Stadlober   |
| Sophie         | Chieko Baishō                | Sunnyi Melles      |
| Markl          | Ryūnosuke Kamiki             | Kevin Iannotta     |
| Calcifer       | Tatsuya Gashūin              | Gerald Schaale     |
| Hexe           | Akihiro Miwa                 | Barbara Ratthey    |
| Madame Suliman | Haruko Katō                  | Maddalena Kerrh    |
| Lettie         | Kayako Tsuzuki               | Claudia Lössl      |
| Hanna          |                              | Marina Köhler      |
| König          | Akio Ōtsuka                  | Thomas Rauscher    |
| Betty          | Rio Kanno                    | Marion Hartmann    |

## Kritiken
„Ein im Industriezeitalter des 19. Jahrhunderts angesiedeltes Anime voller faszinierender überbordender Bildeinfälle, das vor der Bedrohung der menschlichen Zivilisation durch Technik und Krieg warnt und ein Hohelied auf die Macht der Liebe anstimmt. Bei aller Zuversicht behält am Ende ein eher skeptischer Grundton die Oberhand.“

„Mit seinem Film ‚Das wandelnde Schloss‘ erweist Hayao Miyazaki sich einmal mehr als einer der großen Märchenerzähler unserer Tage, als ein Regisseur mit visueller und emotionaler Fantasie, die ihresgleichen sucht. […] Diese oberflächlich gesehen naive Handlung vermischt sich mit Poesie und Geheimnis, Technik und Gewalt zu einem wilden Patchwork aus europäischer Kulturgeschichte und asiatischer Erfahrung. Das Ergebnis ist eine Fabel für Kinder und Erwachsene, zutiefst humanistisch, lustvoll und mit überbordenden Einfällen erzählt. […] Dabei ist Miyazaki universell und doch unverwechselbar japanisch: In seiner kaleidoskopischen Erzählweise, in seiner Vorliebe für ‚starke‘ Frauen, im Bestreben, einen modernen Mythos zu erzählen, schließlich auch in ihrem Ende, das eine friedliche Harmonie der Gegensätze herstellt, die keinesfalls zuckersüße Versöhnung bedeutet, die zwar auch sentimental ist, aber offener und viel melancholischer, als jedes schlichte Happyend westlicher Filme.“

„In seinem neuen Werk verbindet Hayao Miyazaki mit bemerkenswerter Kreativität und überbordender Fantasie Märchen- und Mythenelemente aus östlichen wie westlichen Kulturkreisen. Entstanden ist ein ausgewogenes wie anrührendes modernes Märchen über Toleranz und Humanität. Deutlich erkennbar ist Miyazakis unverwechselbare Handschrift: Anrührende poetische Momente setzt er mit der brutalen Alltagsrealität eines Krieges in Beziehung. Obwohl das Naturverständnis und die Welt der Geister und Dämonen eher japanischen Traditionen entsprechen, wirkt der Film sehr europäisch. […] Das Märchen erschließt sich durch seine universelle archetypische Geschichte in seinen Grundzügen bereits Kindern, während es auch den Erwachsenen viele Ansatzpunkte und anspruchsvolle Unterhaltung bietet.“

## Auszeichnungen
- Prix Osella der 61. Internationale Filmfestspiele von Venedig 2004
- Zuschauerpreis des 37. Internationalen Filmfestivals in Sitges (Spanien) 2004
- Bester japanischer Film des 59. Mainichi-Filmwettbewerbs 2004 der japanischen Tageszeitung Mainichi Shimbun
- Oscar-Nominierung für den besten animierten Spielfilm 2006